# Campagna di Aitape-Wewak
La campagna di Aitape-Wewak si svolse tra il novembre 1944 e l'agosto 1945 nella regione compresa tra i centri di Aitape e Wewak lungo la costa centro-settentrionale della Nuova Guinea; la campagna rappresentò l'atto finale della più ampia campagna della Nuova Guinea della seconda guerra mondiale.
La zona di Aitape era stata occupata dalle forze degli Alleati nell'aprile 1944, tagliando fuori e isolando diverse migliaia di truppe dell'Impero giapponese nell'area attorno a Wewak più a est; mentre la spinta offensiva degli Alleati proseguiva verso ovest alla volta della Nuova Guinea occidentale e delle Filippine, la 6th Division australiana del generale Jack Stevens ricevette quindi il compito di rastrellare queste ultime sacche di resistenza nemiche. Muovendo su un terreno difficilissimo fatto di montagne ricoperte di giungla, infestato dalla malaria, i reparti australiani riuscirono ad assicurarsi il controllo di Wewak entro il 15 maggio 1945, anche se unità giapponesi continuarono ad opporre resistenza asserragliate sulle alture dell'interno fino all'annuncio della resa del Giappone il 15 agosto 1945.
Benché in ultimo di successo, l'operazione degli Alleati diede luogo a controversie: con il Giappone già avviato alla sconfitta, le unità nipponiche isolate lungo la costa della Nuova Guinea non rappresentavano più una seria minaccia e la loro eliminazione non portò alcun cospicuo vantaggio per gli Alleati; la campagna realizzò obiettivi strategici piuttosto limitati, pagati con alte perdite umane dovute tanto ai combattimenti che alle malattie tropicali.

## Antefatti
Tra il 1943 e il 1944 le forze del South West Pacific Area degli Alleati lanciarono una serie di offensive nel teatro bellico della Nuova Guinea, aventi come scopo l'accerchiamento e la riduzione della grande base giapponese di Rabaul sull'isola della Nuova Britannia; questa serie di operazioni doveva poi costituire il presupposto per un'avanzata generale alla volta dell'obiettivo finale delle forze alleate del generale Douglas MacArthur, ovvero la liberazione dall'occupazione giapponese dell'arcipelago delle Filippine pianificata per la fine del 1944 e l'inizio del 1945. Nell'ambito di queste azioni, il 22 aprile 1944 truppe dell'United States Army sbarcarono ad Aitape lungo la costa settentrionale della Nuova Guinea, catturando la zona come parte di una manovra intesa a mettere in sicurezza il fianco di una più vasta forza alleata intenta a sbarcare a Hollandia più a ovest.
Dopo la sua cattura ad opera degli statunitensi, la zona di Aitape fu sviluppata come base aerea e navale per il supporto delle operazioni degli Alleati dirette verso le Filippine: le forze schierate nell'area vennero incrementate includendo elementi della 31st e 32nd Infantry Division, ma in generale la guarnigione statunitense rimase asserragliata all'interno di un piccolo perimetro difensivo allestito intorno al campo di aviazione di Aitape, e a parte per gli scontri della battaglia del fiume Driniumor in luglio i combattimenti con le restanti forze giapponesi furono limitati. Con l'avvio dei preparativi per l'invasione delle Filippine, si decise poi di cedere la responsabilità della difesa di Aitape alle forze australiane in modo da destinare le divisioni statunitensi ad altri compiti; di conseguenza, all'inizio di ottobre 1944 le unità da combattimento della 6th Division australiana, unitamente a reparti di supporto della 3rd Base Sub Area, furono inviate ad Aitape per rilevare la guarnigione statunitense. Tra le prime unità australiane ad arrivare vi fu il 2/6th Cavalry Commando Regiment, un'unità di forze speciali, il quale iniziò quasi subito a essere impiegato in missioni di pattugliamento nella zona.

## Forze in campo

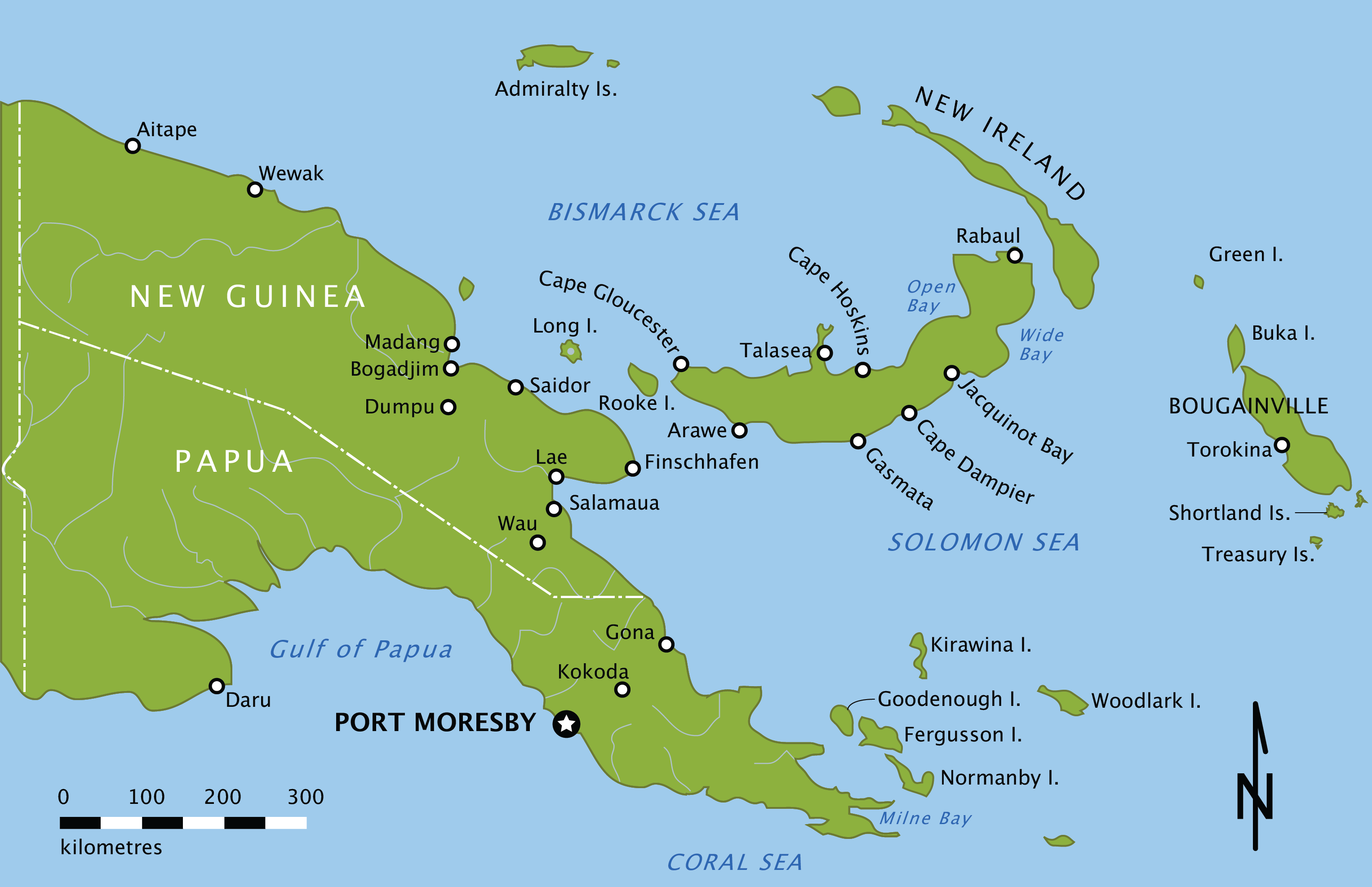
Carta della Nuova Guinea orientale e delle isole vicine; gli abitati di Aitape e Wewak sorgono sulla costa settentrionale della Nuova Guinea, vicino al margine sinistro della mappa

I giapponesi mantenevano schierati nell'area attorno ad Aitape tra i 30 000 e i 35 000 uomini della loro 18ª Armata, agli ordini del generale Hatazō Adachi; questa forza era reduce dalle pesanti sconfitte riportate nelle precedenti campagne di Salamaua-Lae nell'aprile-settembre 1943 e della penisola di Huon nel settembre 1943-marzo 1944, oltre ad aver subito ulteriori perdite negli scontri del Driniumor in luglio quando aveva inutilmente tentato di annientare la testa di ponte statunitense ad Aitape. I giapponesi mettevano in campo tre divisioni di fanteria (la 20ª, 41ª e 51ª Divisione), ma a causa delle perdite subite queste formazioni non erano più grandi di una brigata; le forze nipponiche erano fondamentalmente prive di qualunque supporto navale o aereo, e molti soldati erano afflitti da malattie e carenze di cibo. L'afflusso di nuovi rifornimenti era limitato a occasionali consegne ad opera di aerei o sommergibili che sfidavano il blocco imposto dagli Alleati.
All'opposto, le unità australiane erano ben nutrite e meglio equipaggiate, nonché sostenute da servizi medici e unità di supporto di gran lunga migliori di quelle dei loro avversari. Le truppe australiane potevano inoltre contare su un moderato supporto di aviazione ad opera del No. 71 Wing RAAF, composto da tre squadroni della Royal Australian Air Force equipaggiati di bombardieri leggeri Bristol Beaufort, mentre un quarto squadrone garantiva la ricognizione aerea tramite velivoli CAC Boomerang e CAC Wirraway. Una forza navale dedicata, denominata Wewak Force e agli ordini del capitano Bill Dovers, supportava le operazioni anfibie nell'area tramite una serie di unità leggere della Royal Australian Navy (le corvette HMAS Swan, HMAS Colac, HMAS Dubbo e HMAS Deloraine); altre forze navali potevano essere rapidamente fornite dalla 1st New Guinea M.L. Flotilla alleata.

## La campagna

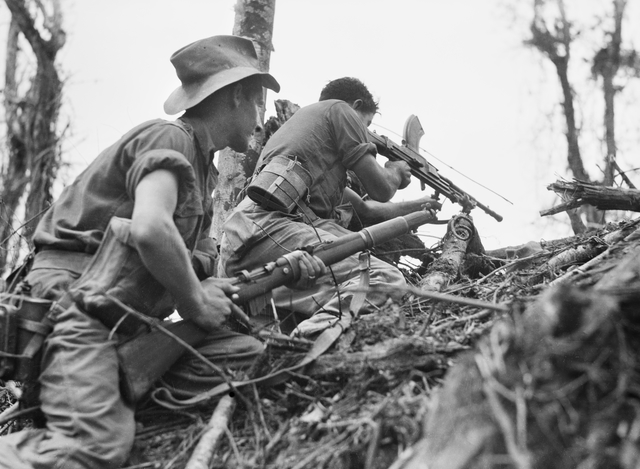
Fanti australiani in azione nella zona di Wewak nel giugno 1945

Dopo la sconfitta sul Driniumor in luglio, Adachi ritirò il grosso delle forze giapponesi nelle regioni dell'interno astenendosi da altre grosse operazioni di combattimento contro gli Alleati; le unità nipponiche si dedicarono a operazioni di foraggiamento nella zona dei Monti Torricelli e di Wewak più a est, mentre la fame e le malattie cominciavano a infliggere loro un gravoso pedaggio. Nel corso di questo periodo di stasi delle operazioni si verificarono solo pochi contatti tra le unità giapponesi e le forze degli Alleati schierate nell'area, anche per l'atteggiamento strettamente difensivo tenuto dalla guarnigione statunitense di Aitape che si limitò più che altro a tenere le posizioni e condurre pattugliamenti lungo il corso del fiume Driniumor; i giapponesi stessi, del resto, cercarono di evitare altri grossi scontri con il nemico, vista la fondamentale assenza di supporto aereo e navale e la grave carenza di munizioni e altri rifornimenti che li affliggeva. Dopo l'arrivo delle unità australiane ad Aitape, tuttavia, il comandante della 6th Division maggior generale Jack Stevens decise di dare inizio a operazioni offensive nell'area, anche se su scala limitata, al fine di ripulire dalle forze giapponesi le zone costiere della regione.
Inizialmente incaricato solo di proteggere il porto, la pista d'aviazione e le strutture della base di Aitape, il 2/6th Cavalry Commando Regiment australiano ricevette quindi l'ordine di avanzare verso est alla volta di Wewak; le pattuglie del reggimento avrebbero fatto da apripista all'offensiva del grosso della 6th Division. L'attacco iniziò nel novembre 1944 e si sviluppò su due assi: la 19th Brigade mosse lungo la costa alla volta della base giapponese di Wewak, mentre il 2/6th Commando, unitamente a distaccamenti di funzionari civili dell'Australian New Guinea Administrative Unit, avanzò nella zona dei Monti Torricelli in direzione di Maprik, da cui proveniva il grosso degli approvvigionamenti alimentari dei giapponesi; delle altre due brigate della 6th Division, la 17th Brigade fu schierata in posizione difensiva attorno alla base aerea mentre la 16th Brigade fu trattenuta in riserva.

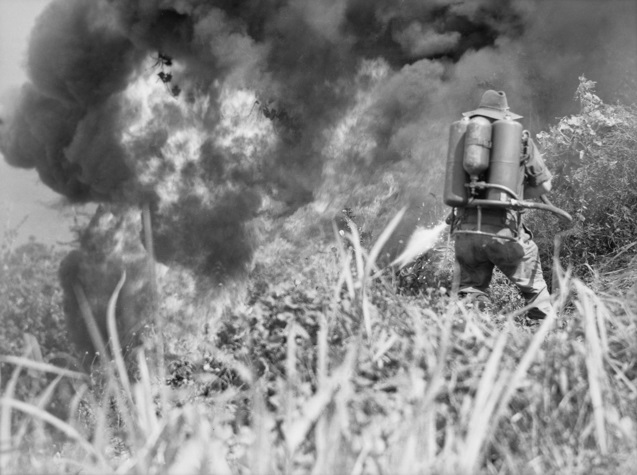
Un lanciafiamme australiano in azione contro postazioni giapponesi nella zona di Wewak

Il 19 dicembre la 19th Brigade attraversò il corso del fiume Danmap e manovrò in direzione est per tagliare la principale linea di comunicazione dei giapponesi; una serie di piccole schermaglie prese vita tra le opposte forze, ma nessuno scontro su vasta scala venne combattuto e dopo quattro settimane gli australiani avevano raggiunto l'abitato di Wallum a circa 70 chilometri a est di Aitape. Una settimana più tardi, il 24 gennaio 1945, la 16th Brigade sostituì la 19th Brigade nell'avanzata su Wewak, mentre la 17th Brigade mosse alla volta dei Monti Torricelli.
Le operazioni videro un susseguirsi di azioni di pattugliamento su piccola scala intervallate da attacchi condotti a livello di compagnia. I progressi degli australiani furono rallentati dalla difficoltà di trasportare i rifornimenti nelle zone dell'interno, prive di strade, e dalle inondazioni improvvise che caratterizzavano i numerosi corsi d'acqua della regione: nel corso di un incidente in particolare, sette soldati del 2/3rd Battalion australiano annegarono nelle acque del fiume Danmap, gonfiatosi all'improvviso dopo un acquazzone torrenziale. Il 16 marzo 1945 le unità australiane occuparono le vecchie basi aeree giapponesi di But e Dagua sulla costa, sebbene vari scontri continuassero nell'entroterra della zona nel corso delle due settimane successive mentre gli australiani combattevano per ottenere il controllo del Passo Tokuku. Il 25 marzo il tenente Albert Chowne, un comandante di plotone del 2/2nd Battalion australiano, guidò un attacco a una posizione giapponese che bloccava l'avanzata alla volta di Wewak; per la sua azione Chowne ottenne postumo una Victoria Cross, massima onorificenza del Commonwealth. A questo scontro seguirono altri quattro giorni di duri combattimenti; gli australiani misero in campo, per la prima volta dall'inizio della guerra, unità di lanciafiamme, le quali si dimostrarono più che efficaci nello scacciare i giapponesi dalle loro posizioni pesantemente fortificate: queste armi ebbero un forte impatto psicologico galvanizzando il morale degli australiani e abbattendo quello dei giapponesi, molti dei quali si diedero alla fuga alla semplice vista delle squadre di lanciafiamme.

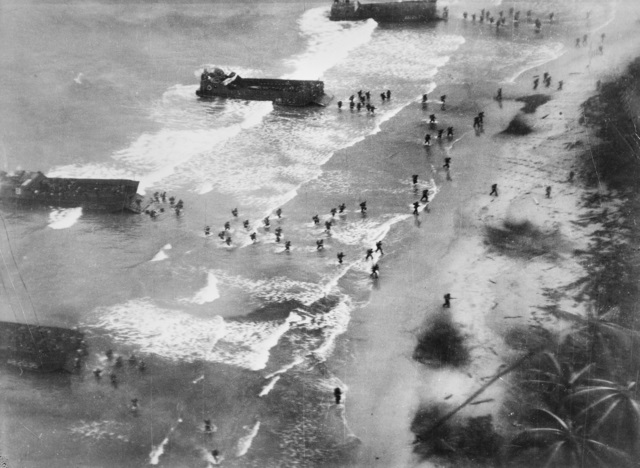
La Farida Force australiana sbarca a Dove Bay nel maggio 1945

Nel frattempo, sui Monti Torricelli la 17th Brigade stava continuando l'avanzata a fronte di un'ostinata resistenza dei giapponesi. Il 23 aprile 1945 gli australiani misero in sicurezza la zona di Maprik, dove fu allestita una pista di aviazione: completata il 14 maggio, questa consentì un migliore e più veloce approvvigionamento dei reparti australiani. Sulla costa, la 19th Brigade diede l'assalto a Wewak all'inizio di maggio; una forza navale distaccata dalla British Pacific Fleet, comprendente gli incrociatori HMAS Hobart e HMS Newfoundland (britannico) e i cacciatorpediniere HMAS Arunta e HMAS Warramunga, come pure i bombardieri della RAAF appoggiavano l'attacco battendo sistematicamente le difese di Wewak. L'11 maggio unità australiane della Farida Force sbarcarono dal mare a Dove Bay a est di Wewak, al fine di circondare e impedire la fuga della guarnigione giapponese; Wewak stessa, con il suo aeroporto, cadde nelle mani della 19th Brigade quello stesso giorno. Gli scontri nei dintorni dell'aeroporto di Wewak proseguirono tuttavia fino al 15 maggio, quando infine gli australiani del 2/4th Battalion, appoggiati da mezzi corazzati, scacciarono gli ultimi difensori giapponesi dal terreno elevato da cui si dominava la pista aerea; fu nel corso di questi combattimenti che il soldato Edward Kenna ottenne una Victoria Cross dopo aver guidato l'assalto ad alcuni bunker giapponesi.
Perduta Wewak, i resti delle forze giapponesi ripiegarono nella zona dei Monti Prince Alexander più a sud; la 16th Brigade fu inviata a incalzarli, nel tentativo di spingerli contro le unità della 17th Brigade in marcia da Maprik verso est. Nel mentre, la 19th Brigade si imbatté in alcune solide posizioni difensive nipponiche allestite su delle alture note come Mount Kawakubo, Mount Tazaki e Mount Shiburangu; gli scontri per il possesso di queste cime proseguirono per tutto giugno e luglio 1945. Per l'11 agosto la 16th Brigade aveva raggiunto il villaggio di Numoikum a circa 23 chilometri da Wewak, mentre la 17th Brigade aveva catturato l'abitato di Kairivu a circa 24 chilometri da Wewak; per quella data i reparti australiani ricevettero la notizia dell'avvio di colloqui di resa tra gli Alleati e il Giappone, e ulteriori operazioni offensive furono quindi arrestate. Il Giappone stesso accettò infine i termini di resa offerti dagli Alleati il 15 agosto 1945, ponendo fine alla campagna.

## Conseguenze
Alla fine degli scontri nella zona di Aitape-Wewak, le unità australiane avevano riportato un totale di 442 morti e 1 141 feriti in combattimento, con altri 145 uomini morti per altre cause e ben 16 203 indicati come ammalati; molte di queste ultime perdite furono causate da una forma di malaria resistente alla quinacrina che infestava la zona. Le perdite riportate in combattimento dai giapponesi sono stimate tra i 7 000 e i 9 000 morti, con solo 269 prigionieri presi vivi dai reparti australiani; al momento della conclusione delle ostilità circa 13 000 soldati nipponici deposero le armi e si consegnarono alle unità australiane nella zona. Malattie e carenze alimentari uccisero approssimativamente altri 14 000 soldati giapponesi nel corso della campagna.
Già nel corso della campagna stessa l'importanza strategica dell'operazione era stata messa in discussione, non appena divenne chiaro che gli scontri avrebbero avuto un impatto molto limitato sull'andamento generale dell'intero conflitto. A questo proposito, si sostiene che le forze giapponesi nella zona di Aitape-Wewak non rappresentavano alcuna minaccia strategica per l'avanzata degli Alleati alla volta dello stesso Giappone, e che in alternativa alla loro eliminazione potevano essere isolate e contenute lasciandole "appassire" mentre le loro scorte di vettovaglie finivano; per tale ragione, l'intera campagna viene talvolta definita come "non necessaria", e il generale Thomas Blamey, comandante in capo delle forze armate australiane, fu accusato di averla intrapresa unicamente per una questione di "glorificazione" personale. Lo storico Eustace Graham Keogh, ex ufficiale dell'Australian Army, concluse che «politicamente e strategicamente, le offensive a Bougainville e ad Aitape-Wewak non servivano ad alcuno scopo utile».
Tuttavia, è pur vero che all'epoca della pianificazione della campagna non vi era modo, per gli ufficiali australiani, di prevedere quando la guerra stessa sarebbe giunta alla conclusione, e che vi erano comunque alcune ragioni politiche e operative a sostegno dell'operazione. Dalla fine del 1944 le forze terrestri australiane erano state relegate a ruoli secondari nell'ambito degli scontri in corso nell'Oceano Pacifico, e si avvertiva il bisogno politico per l'Australia di dimostrare di condividere con gli alleati il fardello delle operazioni contro il Giappone; visto che la Nuova Guinea era un possedimento dell'Australia all'epoca, si ritenne che agli australiani spettasse la responsabilità di liberarla completamente dall'occupazione giapponese. Indipendentemente da ciò, poi, a causa della carenza di manodopera nell'economia australiana il governo aveva richiesto che l'Esercito trovasse un modo per ridurre il suo organico e liberare risorse umane, richiedendogli allo stesso tempo di mantenere le forze necessarie per intraprendere eventuali ulteriori operazioni contro i giapponesi nel 1946; l'unico modo per fare ciò, si è sostenuto, era sgombrare i presidi giapponesi che erano stati aggirati dalle avanzate degli Alleati, in modo da consentire la riduzione delle guarnigioni stanziate a protezione di queste aree e destinare le relative truppe ad altri scopi.